# Allégorie de la richesse
Allégorie de la richesse est une œuvre du peintre Simon Vouet, réalisée vers 1630-1635 et conservée au musée du Louvre. Cette peinture appartient au mouvement baroque.

## Origine
Le tableau  a longtemps été considéré comme une figure allégorique de la Richesse. Selon Nicolas Milovanovic, conservateur en chef au musée du Louvre, chargé des peintures françaises du XVIIe siècle et des icônes grecques et russes, il s'agit au contraire d'une Allégorie  du Mépris des richesses, le musée du Louvre adoptant désormais le titre d'Allégorie de la Foi et du Mépris des Richesses.
La toile a probablement été peinte au château de Louis XIII à Saint-Germain-en-Laye.

## Description
D'abord décrite dans les inventaires royaux du début du XVIIIe siècle comme une "Victoire couronnée de lauriers tenant dans ses bras  un enfant avec un cordon, et de l'autre un enfant tenant des bracelets et pierreries", Frédéric Villot la nomme La Richesse, figure allégorique au milieu du XIXe siècle. Ce titre n'a pas été contesté jusqu'aux environs de l'année 2015.
En s'appuyant sur l'Iconologia de Cesare Ripa, utilisé à plusieurs reprises par Vouet pour ses compositions allégoriques, N. Milovanovic décrit le personnage central comme étant la figure allégorique de la Foi, couronnée de lauriers comme dans l'œuvre de Ripa. À gauche, l'amour terrestre tend des richesses  matérielles à la Foi. À droite, l'amour céleste  désigne le ciel de son doigt. La Foi entoure ce dernier  de ses bras, délaissant l'amour terrestre. Un vase au pied de l'amour terrestre représente  la scène où Apollon poursuit Daphné, qui pour échapper à sa poursuite se transformera en laurier, montrant par là la vanité des plaisirs terrestres.